# ثوم تورنو
ثوم التورنو (باللاتينية: Allium tourneuxii) نوع نباتي عشبي يتبع جنس الثوم من الفصيلة الثومية. سمي نسبة إلى عالم النبات تورنو.

## الموئل والانتشار
ينتشر في المغرب العربي.

## مرادفات للاسم العلمي
(باللاتينية: Allium chamaemoly var. coloratum Batt.)